# Gregor Mendel Institut für Molekulare Pflanzenbiologie
Das Gregor Mendel Institut für Molekulare Pflanzenbiologie (GMI) ist ein Forschungsinstitut in Wien. Es wurde im Jahr 2000 von der Österreichischen Akademie der Wissenschaften (ÖAW) gegründet, um Spitzenforschung auf dem Gebiet der Molekularbiologie der Pflanzen zu fördern. Das GMI beschäftigt rund 130 Mitarbeiter. Der Gründungsdirektor war Dieter Schweizer und der aktuelle wissenschaftlicher Leiter ist Magnus Nordborg. Benannt ist das Institut nach Gregor Mendel, der aufgrund seiner wissenschaftlichen Arbeit auch als „Vater der Genetik“ bezeichnet wird und Mitte des 19. Jahrhunderts an der Universität Wien studierte.

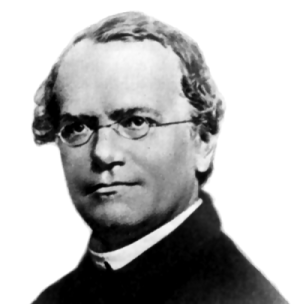
Gregor Mendel, Pionier der Genetik

## Forschung
Am GMI wird an zahlreichen Aspekten der Molekularbiologie geforscht. Dazu gehören grundlegende Mechanismen der Epigenetik, Zellbiologie, Wechselwirkungen zwischen Pflanzen und Krankheitserreger, Entwicklungsbiologie sowie Populationsgenetik.
Das Gregor Mendel Institut hat acht unabhängige Forschungsgruppen (Stand März 2023), geleitet von:
- Frédéric Berger: Architektur und Funktion von Chromatin
- Yasin Dagdas: Autophagie-vermittelte zelluläre Qualitätskontrollmechanismen in Pflanzen
- Liam Dolan: Entwicklung und Evolution von Landpflanzen
- Nick Irwin: Horizontaler Gentransfer bei Pflanzen und Algen
- Yan Ma: Von Insekten verursachte Pflanzengallen
- Arturo Marí-Ordóñez: Mechanismen der Erkennung und Stilllegung von Transposonen in Pflanzen
- Magnus Nordborg: Populationsgenetik
- Silvia Ramundo: Biogenese von Chloroplasten und Qualitätskontrolle ihrer Proteine

## Wissenschaftlicher Beirat
Ein wissenschaftlicher Beirat (Scientific Advisory Board, SAB) evaluiert jährlich die Forschung am GMI. Der Beirat besteht aus unabhängigen internationalen Experten. Deren Hauptaufgabe ist es, der Institutsleitung und der Österreichischen Akademie der Wissenschaften Feedback zur Qualität der wissenschaftlichen Arbeit zu geben.

### Zusammensetzung
- Richard Durbin, Department of Genetics, Universität Cambridge (Vereinigtes Königreich)
- Niko Geldner, Department of Plant Molecular Biology, Universität Lausanne (Schweiz)
- Harmit Malik, Division of Basic Sciences, Fred Hutchinson Cancer Research Center, Seattle (Vereinigte Staaten)
- Krishna Niyogi, Plant and Microbial Biology, University of California, Berkeley (Vereinigte Staaten)
- Keiko Sugimoto, RIKEN Center for Sustainable Resource Science (Japan)
- Nick Talbot, The Sainsbury Laboratory, Norwich (Vereinigtes Königreich)
- Miltos Tsiantis, Department of Comparative Development and Genetics, Max-Planck-Institut für Pflanzenzüchtungsforschung (Deutschland)
- Susan Wessler, Department of Botany and Plant Sciences, University of California, Riverside (Vereinigte Staaten)

(Stand März 2023)

## Wissenschaftliche Infrastruktur
Das Institut befindet sich gemeinsam mit weiteren Forschungsinstituten im Vienna BioCenter im 3. Wiener Gemeindebezirk, einem Campus mit über 1900 Wissenschaftlern aus mehr als 70 Ländern. Ebenfalls am Vienna BioCenter befinden sich das Institut für Molekulare Biotechnologie (IMBA), das Forschungsinstitut für Molekulare Pathologie (IMP) und die Max Perutz Labs Vienna – ein gemeinsames Institut der Universität Wien und der Medizinischen Universität Wien. Die Forschungsgruppen nutzen auch Dienstleistungen der Vienna BioCenter Core Facilities (VBCF) wie Hochdurchsatz-Phänotypisierung von Pflanzen und Next Generation Sequencing.

## Wissenschaftskommunikation
Das GMI will die Themen Pflanzen und Pflanzenforschung einer breiten Öffentlichkeit näherbringen. Dazu hat das GMI Quiz-Suchspiele mit dem Mobiltelefon zum Thema Pflanzen in Wien (Botanic Quest, Naturdenkmäler Wien Quest) sowie eine Informationsplattform für Kinder (gmi4kids) entwickelt.